# Adele Sansone
Adele Sansone (* 1953 in Wien) ist eine österreichische Kinder- und Jugendbuchautorin und Illustratorin.

## Leben
Adele Sansone lebt mit ihrer Familie in Tirol in der Gemeinde Axams.
Sie erhielt diverse Auszeichnungen für ihre Texte, so unter anderem den Preis Parole senza frontiere für ihr erstes Kinderbuch und den Kinder- und Jugendliteraturpreis des Landes Steiermark für ihren Jugendroman „Hassan“. „Hassan“ wurde in die Liste der empfohlenen Bücher für den Gustav-Heinemann-Friedenspreis aufgenommen.
Die Bilderbücher Florian lässt sich Zeit (Text und Illustration) sowie das in mehrere Sprachen übersetzte Grüne Küken erhielten ebenso internationale Auszeichnungen.
Sie ist im gesamtdeutschen Raum mit Lesungen und Schreibwerkstätten und auf verschiedenen Festivals vertreten, so 2005 und 2007 bei der Infantastica in Deutschland, 2008 beim Kinder- und Jugendbuchfestival KIJUBU in St. Pölten.

## Werke

### Bilderbücher
- Das grüne Küken. Neugebauer, 1999
- Tina Valentina. Carinthia, 1999
- Florian lässt sich Zeit. Tyrolia, 2002
- Das grüne Küken. NordSüd, 2010

### Kinderbücher
- Der kleine Luchs kehrt heim. Tyrolia, 1995
- Auf Wiedersehen, kleines Murmeltier. Rhätikon, 1998
- Amelie, Schatten im Dunkel. Rhätikon, 2001
- Die kleine Elfe mit den großen Füßen. tosa, 2006
- Amelie, Knödel & Co. novum, 2007
- Amelie & die Stachelritter. novum, 2008

### Jugendbücher
- Hassan. Rhätikon, 2004
- Diese eine Reise. von Loeper Literaturverlag, 2009
- Erster Kuss & Regenguss. G&G kinderbuchverlag, 2008
- Coole Tipps 4 coole Girls. G&G kinderbuchverlag, 2012

### Theaterstücke
- Klassentheater. Festival Luagna und Losna
- Das grüne Küken. Winterthur, Theaterfassung von Sabine Wen-Ching Wang